# Plumtree
Plumtree – wieś w Anglii, w hrabstwie Nottinghamshire, w dystrykcie Rushcliffe. Według spisu ludności, w roku 2001 liczyła 221 mieszkańców.